# Richard Wenk
Pour les articles homonymes, voir Wenk.
Richard Wenk (né en 1956) est un scénariste et réalisateur américain.
Il est surtout connu pour son travail sur Expendables 2 : Unité spéciale (2012), Equalizer (2014) et ses suites ainsi que Jack Reacher: Never Go Back (2016) et Les Sept Mercenaires (2016). Il a écrit les scénarios de nombreux films d'action.

## Filmographie
Sauf indication contraire, les informations mentionnées dans cette section peuvent être confirmées par la base de données cinématographiques IMDb,  présente dans la section « Liens externes ».

### Scénariste
- 1986 : Vamp de lui-même
- 1998 : Gary et Linda (Just the Ticket) de lui-même
- 2006 : 16 Blocs (16 Blocks) de Richard Donner
- 2011 : Le Flingueur (The Mechanic) de Simon West
- 2012 : Expendables 2 : Unité spéciale (The Expendables 2) de Simon West
- 2014 : Equalizer (The Equalizer) d'Antoine Fuqua
- 2016 : Countdown de John Stockwell
- 2016 : Les Sept Mercenaires (The Magnificent Seven) d'Antoine Fuqua
- 2016 : Jack Reacher: Never Go Back d'Edward Zwick
- 2017 : Braqueurs d'élite (Renegades) de Steven Quale
- 2018 : Equalizer 2 (The Equalizer 3) d'Antoine Fuqua
- 2021 : La Protégée (The Protégé) de Martin Campbell
- 2023 : Equalizer 3 (The Equalizer 3) d'Antoine Fuqua
- 2023 : Fast Charlie de Phillip Noyce
- 2024 : Kraven the Hunter de J. C. Chandor
- prochainement : The Last Mission de Dustin Nguyen
- en projet : L'Arme Fatale 5 de Mel Gibson

### Réalisateur
- 1979 : Dracula Bites the Big Apple (court métrage)
- 1986 : Vamp
- 1994 : Attack of the 5 Ft. 2 In. Women (en)
- 1994 : Les Jumelles de Sweet Valley (Sweet Valley High) - 1 épisode
- 1998 : Gary et Linda (Just the Ticket)
- 2002 : Wishcraft (coréalisé avec Danny Graves)

### Producteur
- 1979 : Dracula Bites the Big Apple (court métrage) de lui-même
- 2004 : The Girl Next Door de Luke Greenfield
- 2018 : Equalizer 2 (The Equalizer 3) d'Antoine Fuqua (coproducteur)
- 2023 : Equalizer 3 (The Equalizer 3) d'Antoine Fuqua (coproducteur)

### Autre
- 1982 : Annie de John Huston (assistant)